# Esteban Granero
Esteban Félix Granero Molina (* 2. Juli 1987 in Madrid), auch genannt El Pirata (spanisch für „der Pirat“), ist ein ehemaliger spanischer Fußballspieler. Granero spielte für gewöhnlich auf der Position des zentralen oder offensiven Mittelfeldspielers, gelegentlich auch am rechten Flügel.

## Karriere
Bereits mit acht Jahren begann Esteban Granero, in Real Madrids Jugend zu spielen. Er durchlief sämtliche Alterskategorien des Klubs und gab am 27. November 2005 mit 18 Jahren gegen Albacete Balompié sein Debüt in der zu jener Zeit in der Segunda División spielenden zweiten Mannschaft des Vereins, Real Madrid Castilla.
Für die Saison 2007/08 wurde Granero an den FC Getafe ausgeliehen, für den er am 16. September 2007 gegen Espanyol Barcelona sein erstes Spiel in der Primera División bestritt. Mit seiner Mannschaft erreichte er in diesem Jahr das Viertelfinale des UEFA-Pokals und das Finale der Copa del Rey. Im Sommer 2008 wurde Granero an Getafe transferiert, Real Madrid behielt jedoch eine Rückkaufoption, die nach einem Jahr gezogen wurde. Granero unterschrieb bei den „Königlichen“ einen Vertrag bis 2013.
Bei Real Madrid war Granero in der Saison 2009/10 mit 31 Ligaeinsätzen Stammspieler im defensiven Mittelfeld. In der Saison 2010/11 verlor er diesen Stammplatz infolge der Verpflichtung von Sami Khedira, kam aber auf weitere 17 Liga- und 32 Pflichtspiele. In der Saison 2011/12 war Granero zeitweise nur ein Ergänzungsspieler und hinter Xabi Alonso, Khedira und Lass lediglich die vierte Kraft im defensiven Mittelfeld. Im Laufe der Spielzeit gewann er jedoch das Vertrauen von Trainer José Mourinho zurück und absolvierte nach vier Kurzeinsätzen in der Hinrunde weitere 13 Spiele in der Rückrunde. Am Saisonende wurde er mit dem Verein spanischer Meister.
Zur Saison 2012/13 wechselte Granero zu den Queens Park Rangers in die Premier League. Er unterschrieb einen Fünfjahresvertrag.
Nach dem Abstieg mit QPR wechselte Granero nach einem Ligaspiel in der Football League Championship Mitte August 2013 auf Leihbasis zurück in die Primera División zu Real Sociedad. Aufgrund eines Kreuzbandrisses konnte er nur vier Ligaspiele bestreiten. Dennoch zog Real Sociedad die Kaufoption und band Granero bis zum 30. Juni 2018 an sich.
Im Juli 2017 wechselte Granero zu Espanyol Barcelona. 2020 folgte ein Wechsel zum Marbella FC.

## Nationalmannschaft
Esteban Granero bestritt mit Spanien die U-17-Europameisterschaft 2004, wo sein Team erst im Finale Frankreich unterlag. Zwei Jahre später gewann er mit seinem Nationalteam die U-19-Europameisterschaft 2006. Bei der Junioren-Weltmeisterschaft 2007 war er erneut Teil des Kaders, die Spanier scheiterten in diesem Turnier im Viertelfinale im Elfmeterschießen an Tschechien. Sein bislang letzter Auftritt in einem Endrundenturnier war die U-21-Europameisterschaft 2009, bei der die Iberer in der Vorrunde ausschieden.

## Erfolge
Verein
- Spanische U-19-Meisterschaft 2005/06
- Spanischer Meister: 2011/12
- Copa del Rey: 2010/11
- Supercopa de España: 2012

Nationalmannschaft
- U-19-Europameister 2006

## Trivia
Esteban Granero studiert Psychologie an der Universität Camilo José Cela. Er ist ein Bewunderer der asiatischen Kultur und des japanischen Schriftstellers Haruki Murakami. Darüber hinaus betreibt er eine eigene Fußballakademie mit dem Namen Los Piratas de Granero (dt: Graneros Piraten).